# Kimia Alizadeh
Kimia Alizadeh Zonouzi (pers. ‏کیمیا علیزاده زنوزی‎, Kimiyā Alizāde Zonuzī; ur. 10 lipca 1998 w Karadżu) – irańska sportsmenka, zawodniczka taekwondo. Brązowa medalistka Letnich Igrzysk Olimpijskich 2016 i 2024 w tej dyscyplinie sportu.

## Życiorys

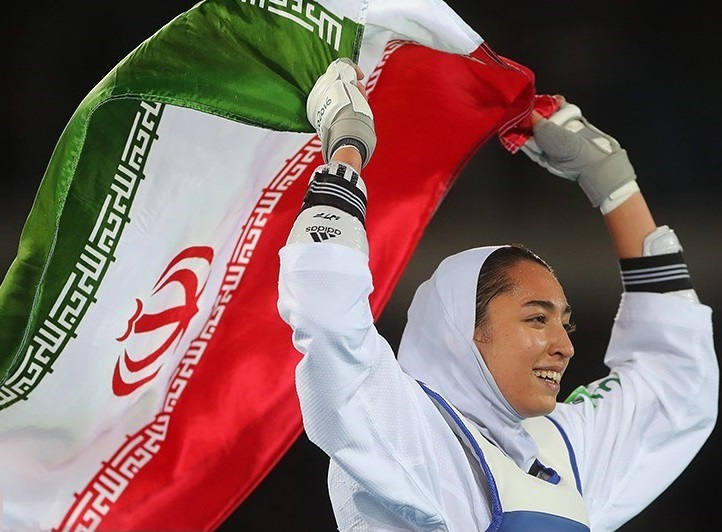
Kimia Alizadeh celebruje zdobycie medalu podczas Letnich Igrzysk Olimpijskich 2016

Kimia urodziła się w Karadżu, w rodzinie o irańsko-azerskich korzeniach. Jej ojciec pochodzi z Zonuz niedaleko Tebrizu, a jej matka z Ardabil. Jej nazwisko było często niepoprawnie zapisywane jako Zenoorin. W wieku siedmiu lat rozpoczęła treningi. Po roku była już mistrzynią Iranu.
Pierwsze sukcesy międzynarodowe Alizadeh osiągnęła w 2014 roku, zdobywając złote medale na zawodach w Tajpej, Gyeongju, Nankinie oraz Antalyi. Rok później zwyciężyła w zawodach krajowych Fajr Open w Teheranie oraz wygrała Grand Prix w Moskwie. W 2015 zdobyła też srebro w Eindhoven oraz brąz w Czelabińsku.
W wieku 18 lat zdobyła brązowy medal podczas Letnich Igrzysk Olimpijskich 2016 w Rio de Janeiro, pokonując w rywalizacji kobiet do 57 kilogramów po repasażach szwedzką zawodniczkę Nikitę Glasnović 5:1. Stała się tym samym pierwszą Iranką, która zdobyła medal na letnich igrzyskach olimpijskich. W 2017 zdobyła srebrny medal na Mistrzostwach Świata w Taekwondo 2017, rozgrywanych w koreańskim Muju. Rok 2018 przyniósł jej kolejne złoto w Fajr Open (tym razem zawody rozegrano w jej rodzinnym Karadżu) oraz brąz Mistrzostw Azji w Ho Chi Minh. W 2019 znalazła się na liście 100 inspirujących i wpływowych kobiet z całego świata. W styczniu 2020 Alizadeh ogłosiła, że opuszcza swój rodzinny kraj. Wyjaśniając swoją decyzję, stwierdziła: „Jestem jedną z milionów uciśnionych kobiet w Iranie. Jesteśmy tam tylko narzędziami”.
W Letnich Igrzyskach Olimpijskich 2020 wystartowała w kategorii 57 kg jako reprezentantka Olimpijskiej Reprezentacji Uchodźców. W 1/16 finału pokonała 18:9 Nahid Kiani, w 1/8 finału zwyciężyła 16:12 Jade Jones, a w ćwierćfinale okazała się lepsza od Chinki Zhou Lijun. W półfinale przegrała 10:3 z późniejszą srebrną medalistką Tatjaną Mininą, a w pojedynku o brązowy medal uległa Hatice Kübra İlgün z Turcji.
W 2024 roku otrzymała bułgarskie obywatelstwo i reprezentowała ten kraj na igrzyskach olimpijskich.